# Rubino
Rubino – miasto w Wybrzeżu Kości Słoniowej, w dystrykcie Lagunes, w regionie Agnéby-Tiassa, w departamencie Agboville.